# Mikhaïl Mikhaïlovitch Guerassimov
Pour les articles homonymes, voir Mikhaïl Guerassimov.
 (juillet 2025).
Si vous disposez d'ouvrages ou d'articles de référence ou si vous connaissez des sites web de qualité traitant du thème abordé ici, merci de compléter l'article en donnant les références utiles à sa vérifiabilité et en les liant à la section « Notes et références ».
Mikhaïl Mikhaïlovitch Guerassimov (en russe : Михаил Михайлович Герасимов), né le 2 septembre 1907 à Saint-Pétersbourg et mort le 21 juillet 1970 à Moscou, est un archéologue et anthropologue soviétique, aussi sculpteur, qui a développé la technique de la reconstruction faciale basée sur ses recherches en anthropologie, en archéologie, en paléontologie et en sciences médico-légales.

## Biographie
Mikhaïl Guerassimov est enterré au cimetière de Novodevitchi.

## Les reconstructions faciales
Guerassimov a étudié les crânes et reconstitué méticuleusement les visages de plus de 200 personnes, dont Iaroslav le Sage, Ivan le Terrible, Friedrich Schiller, Roudaki et celui qui a assuré sa notoriété, Tamerlan.

### Étude de la dépouille de Tamerlan
Le corps de Tamerlan a été exhumé en juin 1941 par Guerassimov. Le scientifique trouva que les caractéristiques faciales de Tamerlan étaient conformes à des traits mongols, appuyant l'idée qu'il était un descendant de Gengis Khan. Guerassimov a été capable de reconstituer l'apparence de Tamerlan à partir de son crâne. Il mesurait 1,72 mètre, ce qui est grand pour son époque. L'étude a également confirmé qu'il boitait.
La malédiction de Tamerlan
Selon la légende, une malédiction pèse sur le tombeau de Tamerlan ; une inscription gravée avertit « Lorsque je reviendrai à la lumière du jour, le monde tremblera ». Il se trouve que la nuit du 22 juin 1941 où Guerassimov exhuma le corps de Tamerlan, Hitler lança l'opération Barbarossa contre l'URSS. Mikhail Guerassimov est ainsi considéré, dans les anciennes républiques soviétiques, comme le responsable du déclenchement de la Grande Guerre patriotique pour avoir ouvert le tombeau du chef turco-mongol.
Il a été replacé dans sa tombe au Gour Emir, en suivant les rites islamiques, en novembre 1942, juste avant la victoire soviétique à la bataille de Stalingrad.